# Ix Chel

Mayaglyphe der Göttin Ix Chel aus dem Dresden Codex

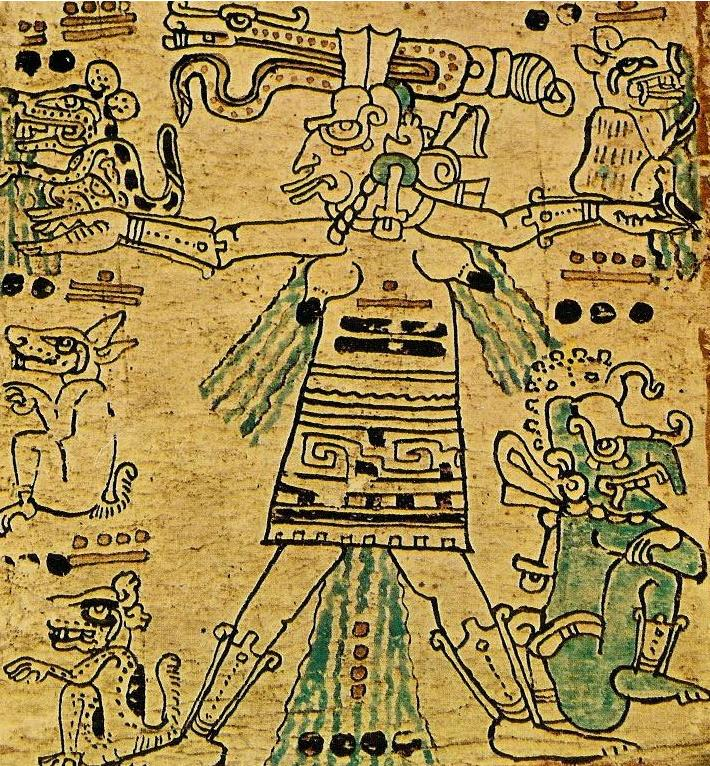
Ix Chel als alte Göttin im Madrid Codex

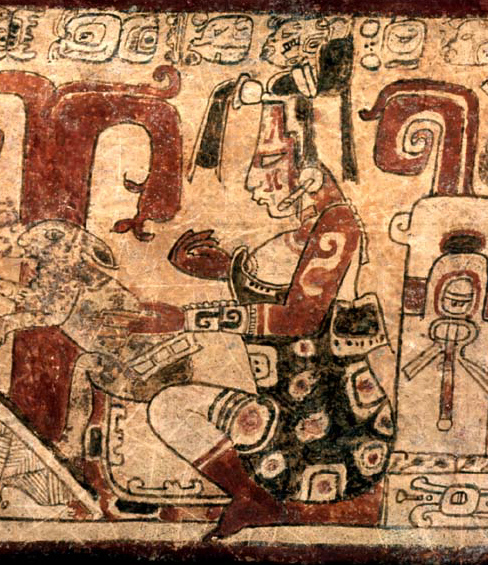
Ix Chel als Mondgöttin mit Kaninchen, auf Keramik der klassischen Periode

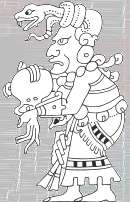
Ix Chel im Dresden Codex

Ix Chel oder Ixchel [iʃ'tʃel] (Göttin O) war in der Mythologie der Maya eine Mond- und Fruchtbarkeitsgöttin. Sie soll identisch sein bzw. teilt Wesensmerkmale mit der Fruchtbarkeitsgöttin Ixcanleom oder mit Ix Chup (Ix Ch’up), einer Verkörperung einer jungen stillenden Mutter.
Schon in der klassischen Periode wurde Ix Chel oft als Frau mit Symbolen der Fruchtbarkeit, etwa erkennbar großen Brüsten, abgebildet. Häufig wurde sie als Mondgöttin mit einem Kaninchen dargestellt, welches die Maya auf dem Mond zu erkennen glaubten (vgl.: Mondgesicht). Ebenfalls häufig wenn nicht überwiegend sind auch Abbildungen Ix Chels als eine Greisin, Medizinerin, Weberin und Bringerin von Weisheit.
Noch während der Konquista befand sich das Zentralheiligtum, eine bedeutende Pilgerstätte mit Einzugsgebiet aus ganz Yucatán, auf der Insel Cozumel. Die gesamte Insel war der Ix Chel geweiht. Der Überlieferung nach sandte die Göttin als Dank für die Errichtung von Tempeln zu ihrer Anbetung die Schwalbe, ihren Lieblingsvogel, auf die Insel. Cozumel ist demnach als Insel der Schwalben zu übersetzen. San Gervasio, insbesondere das Zentralgebäude im Komplex Ka'Na Nah, wo sich auch ein Cenote befindet, wird als Zentralheiligtum von Ix Chel angenommen. Auch auf der sonst ursprünglich unbewohnten Insel Isla Mujeres wurde schon seit ca. 550 v. Chr. von den Maya ein Heiligtum zu Ehren Ix Chels genutzt.
Neben Attributen als Mond- und Fruchtbarkeitsgöttin allgemein wurde Ix Chel auch als Erdgöttin, Schutzherrin des Wassers, des Regenbogens, der Medizin und der Schwangeren und Erfinderin der Webkunst verehrt. Sie wurde Itzamná zur Frau gestellt, mit dem sie die vier Bacabs zeugte, die an den vier Weltgegenden den Himmel stützten. Insgesamt hatte das Götterpaar 13 Kinder, von denen zwei späterhin als Schöpfergötter auftraten.
Neben Erwähnungen und Abbildungen in den Codices wurde sie auch in den Chilam Balam namentlich genannt.